# Foras
Foras – w tradycji okultystycznej, trzydziesty pierwszy duch Goecji. Znany również jest pod imionami Forcas i Forrasis. By go przywołać i podporządkować, potrzebna jest jego pieczęć, która według Goecji powinna być zrobiona z rtęci.
Jest on potężnym przywódcą piekła. Rozporządza 29 legionami duchów.
Dzieli się znajomością właściwości ziół i kamieni szlachetnych, uczy logiki i etyki. Na życzenia sprawia, że człowiek staje się niewidzialnym (w niektórych wersjach Goecji pada sformułowanie "czyni niezwyciężonym") i elokwentnym. Za jego pomocą człowiek może zaznać długowieczności. Odnajduje skarby i rzeczy zagubione.
Wezwany, ukazuje się pod postacią silnego mężczyzny.